# Michael Russell (Politiker)

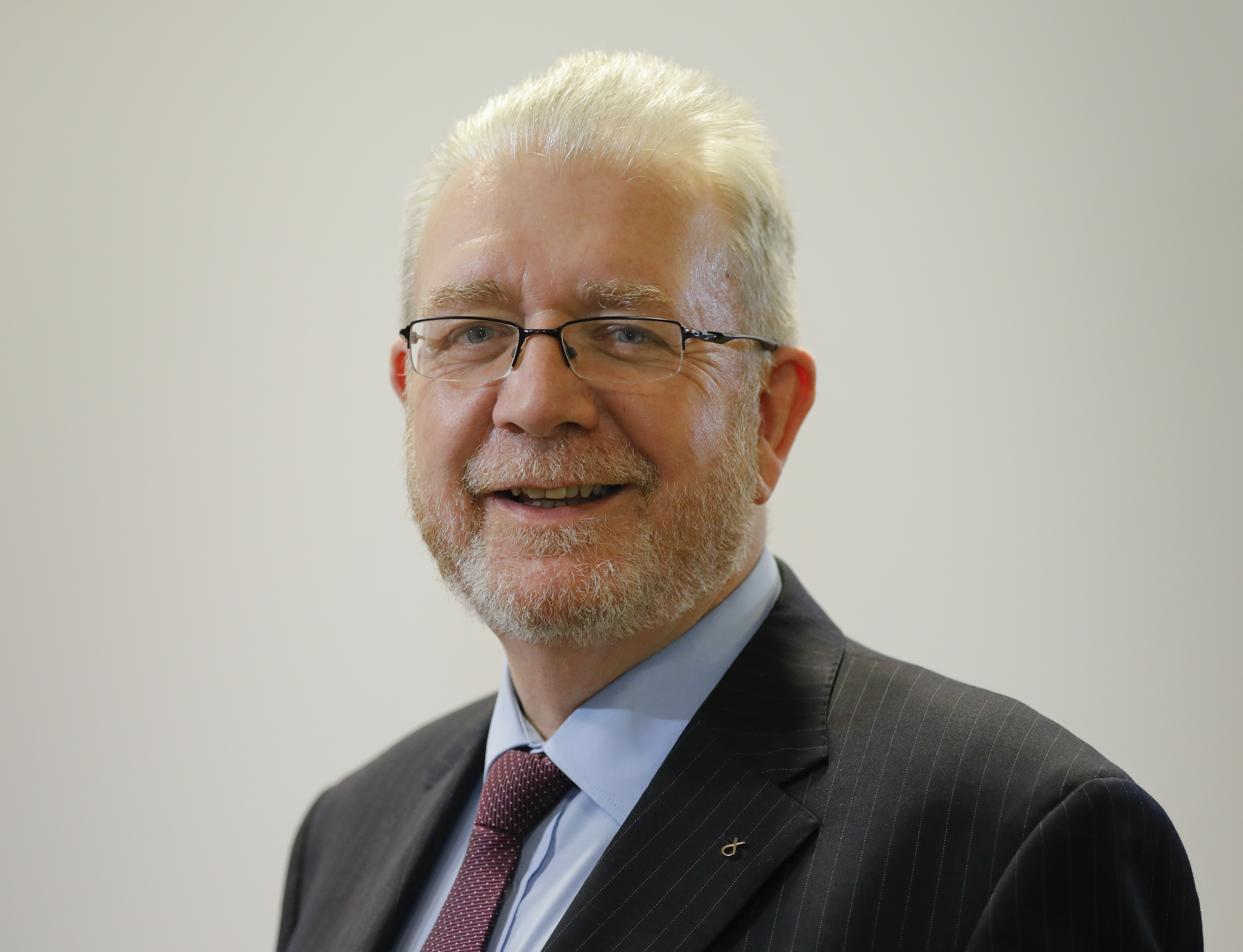
Michael Russell

Michael Russell (* 9. August 1953 in Bromley) ist ein schottischer Politiker und Mitglied der Scottish National Party (SNP). Im Laufe der Jahre veröffentlichte Russell außerdem mehrere Sachbücher sowie ein literarisches Werk.

## Politischer Werdegang
Russell besuchte das Marr College in Troon und ging dann an die Universität Edinburgh, die er als Master in schottischer Geschichte und Literatur verließ. Anschließend war er im Mediensektor tätig. 1974 trat er in die SNP ein und bekleidete im Laufe der Jahre verschiedene Positionen. So war er maßgeblich an der Wahl von Alex Salmond zum Parteichef im Jahre 1990 beteiligt und zwischen 1994 und 1999 Wahlkampfleiter der SNP, der sowohl die Kampagnen zu den Unterhauswahlen 1997 als auch die Neuwahlen in den Wahlkreisen Perth und Paisley South koordinierte.
Im Jahr 2021 zog sich Russell aus der aktiven politischen Arbeit zurück, gab seinen Sitz im schottischen Parlament auf und erhielt das Ehrenamt eines „Präsidenten der SNP“. Von letzterem trat er Anfang Dezember 2023 zurück, da er sich um den Vorsitz der Scottish Land Commission bewarb. Dieses Amt erfordert politische Neutralität.

## Wahlergebnisse
Erstmals trat Russell bei den Britischen Unterhauswahlen 1987 zu nationalen Wahlen. In seinem Wahlkreis Clydesdale erhielt er jedoch nur rund 14,8 % der Stimmen und damit den vierthöchsten Stimmenanteil und verpasste den Einzug in das Britische Unterhaus. Bei den Schottischen Parlamentswahlen 1999 bewarb sich Russell um das Direktmandat des Wahlkreises Cunninghame South, unterlag aber der Labour-Kandidatin Irene Oldfather deutlich. Da er aber auf der Regionalwahlliste der Wahlregion South of Scotland auf dem zweiten Rang gesetzt war, erhielt Russell infolge des Wahlergebnisses eines von sieben Listenmandaten der Wahlregion und zog in das Schottische Parlament ein.  Im Schattenkabinett der SNP war Russell zwischen 2000 und 2003 als Staatssekretär für Kinder und Bildung vorgesehen. Außerdem war er Parteisprecher für Rundfunk und Gälisch. Bei den Parlamentswahlen 2003 konnte er abermals das Direktmandat von Cunninghame South nicht erringen. Da Russell zu diesen Wahlen nur auf dem vierten Platz der Regionalwahlliste gesetzt war, erhielt er kein Mandat und schied somit aus dem Parlament aus. 2004 stellte sich Russell zur Wahl um den Parteivorsitz und erhielt hinter Alex Salmond (75,6 %) und Roseanna Cunningham (14,6 %) mit 9,7 % der Stimmen den dritthöchsten Stimmenanteil.
Bei den Parlamentswahlen 2007 kandidierte Russell im Wahlkreis Dumfries, erhielt aber nur die dritthöchste Stimmenanzahl. Trotzdem errang er wieder einen Parlamentssitz, diesmal für die Wahlregion South of Scotland. Im Anschluss an die Wahl wurde er zum Staatssekretär für Umwelt bestellt und bekleidete diese Position bis 2009, als er zum Staatssekretär für Kultur, Äußere Angelegenheiten und Verfassung ernannt wurde. Zum Ende des Jahres 2009 wurde Russell zum Minister für Bildung und lebenslanges Lernen bestellt. Bei den Parlamentswahlen 2011 bewarb er sich um das Direktmandat des Wahlkreises Argyll and Bute und löste damit seinen Parteikollegen Jim Mather ab, der zu diesen Wahlen nicht mehr antrat. Erstmals gelang es Russell das Direktmandat eines Wahlkreises zu erringen. Seinen Ministerposten behielt er unverändert bis Ende 2014 bei, zu seiner Nachfolgerin wurde Angela Constance ernannt.

## Werke
- (Hrsg.): Glasgow – The Book, 1990
- (Hrsg.): Edinburgh – A Celebration, 1992, ISBN 978-1-85158-517-5
- A Poem of Remote Lives: Images of Eriskay, 1934 – Enigma of Werner Kissling, 1895-1988, 1997, ISBN 978-1-89778-446-4
- In Waiting: Travels in the Shadow of Edwin Muir, 1998, ISBN 978-1-89778-463-1
- A Different Country: Photographs by Werner Kissling, 2002, ISBN 978-1-84158-245-0
- (Hrsg.), Winnie Ewing: Stop the World – The Autobiography of Winnie Ewing, 2004, ISBN 978-1-84158-239-9
- (mit D. McLeod): Grasping the Thistle: How Scotland Must React to the Three Key Challenges of the Twenty First Century, 2006, ISBN 978-1-90283-186-2
- The Next Big Thing: A Fable of Modern Scotland, 2007, ISBN 978-1-90597-400-9
- (mit I. McKie): Shirley McKie: The Price of Innocence, 2007, ISBN 978-1-84158-575-8